# Biografielijst Ei

## Eib

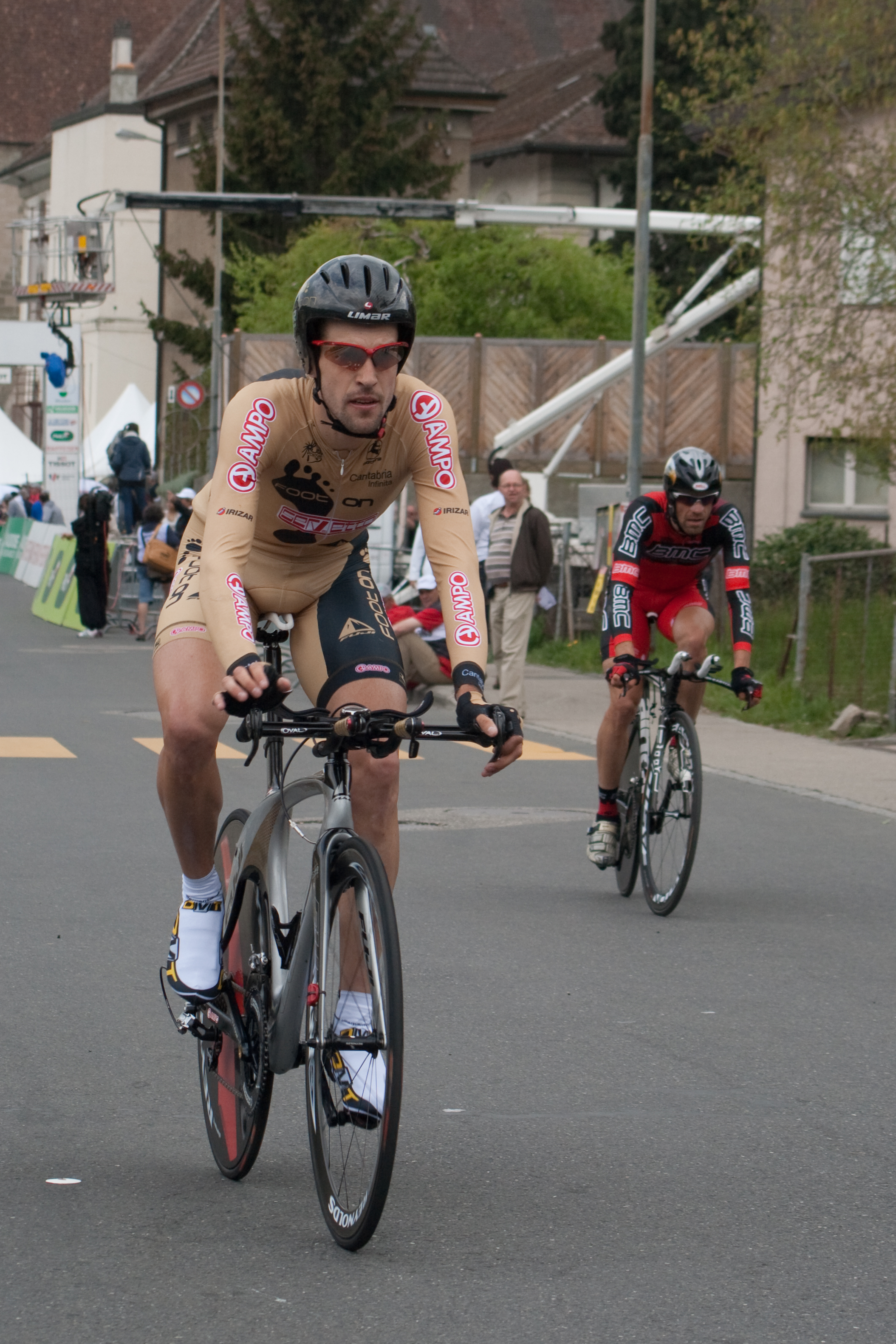
Markus Eibegger (2010)

- Markus Eibegger (1984), Oostenrijks wielrenner
- Ludwig Eiber (1945), Duits historicus
- Marten Eibrink (1941-2005), Nederlands projectontwikkelaar, multimiljonair en sportbestuurder

## Eic

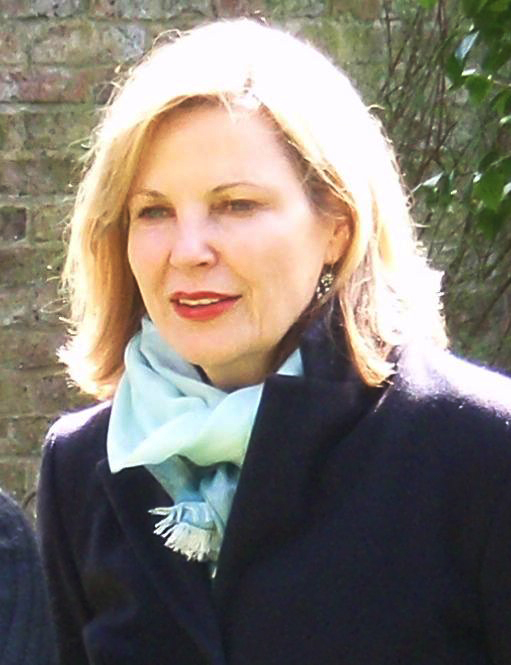
Lisa Eichhorn (2010)

- Günter Eich (1907-1972), Duits schrijver, dichter en hoorspelschrijver
- Hans Eichel (1941), Duits politicus
- Fritz Eichenberg (1901-1990), Amerikaans illustrator en houtgraveur
- Joseph Karl Benedikt von Eichendorff (1788-1857), Duits schrijver en dichter
- Arthur Eichengrün (1867-1949), Duits scheikundige
- Manfred Eicher (1943), Duits componist, contrabassist, muziekproducent en uitgever
- Elisabeth (of Elfriede) Eichholz, pseudoniem van Elisabeth Kleinhans, (1939), Oost-Duits wielrenster
- Hermann von Eichhorn (1848-1918), Pruisisch generaal en veldmaarschalk
- Willi Eichhorn (1908-1994), Duits roeier
- Jan-Armin Eichhorn (1981), Duits rodelaar
- Lisa Warren Eichhorn (1952), Amerikaans actrice, filmproducente en scenarioschrijfster
- Heinz Eichler (1927), Oost-Duits politicus
- Markus Eichler (1982), Duits wielrenner
- Martin Eichler (1912-1992), Duits wiskundige
- Adolf Eichmann (1906-1962), Duits SS-functionaris en oorlogsmisdadiger
- Johann Bernhard Christoph Eichmann (1748-1817), Duits jurist
- Christian Eichner (1982), Duits voetballer
- Hellmuth Eichner (1946), Duits kunstschilder en beeldhouwer
- Starchand van Eichstätt (+966), prins-bisschop van Eichstätt (933-966)
- Willibald van Eichstätt (+786), Duits gezel van Bonifatius en heilige
- Bernd Eichwurzel (1964), Oost-Duits roeier
- Mathias Eick (1979), Noors multi-instrumentalist
- Theodor Eicke (1892-1943), Duits Obergruppenführer
- Guido Eickelbeck (1965), Duits wielrenner
- Dale F. Eickelman (20e eeuw), Amerikaans antropoloog
- Rudolf Eickemeyer (1831-1895), Amerikaans uitvinder en industrieel fabrikant van Duitse komaf
- Rudolf Eickemeyer jr. (1862-1932), Amerikaans fotograaf
- Gerri Eickhof (1958), Nederlands journalist en acteur
- Bas Eickhout (1976), Nederlands politicus

## Eid
- Mari Eide (1989), Noors langlaufster
- Vladimir Volfovitsj Eidelstein, bekend als Vladimir Volfovitsj Zjirinovski, (1946), Russisch politicus
- Jóannes Dan Eidesgaard (1951), Faeröers politicus en minister-president (2004-2008)
- Paul Eiding (1957), Amerikaans acteur en stemacteur
- Walid Eido (1942-2007), Libanees jurist en politicus
- Ingvald Olsen Eidsheim (1909-2000), Noors zeeman en oorlogsheld
- Bjørn Eidsvåg (1954), Noors musicus en componist
- Bernt Ivar Eidsvig (1953), Noors geestelijke, theoloog en bisschop

## Eif
- Alexandre Gustave (Gustave) Eiffel (1832-1923), Frans ingenieur en industrieel

## Eig

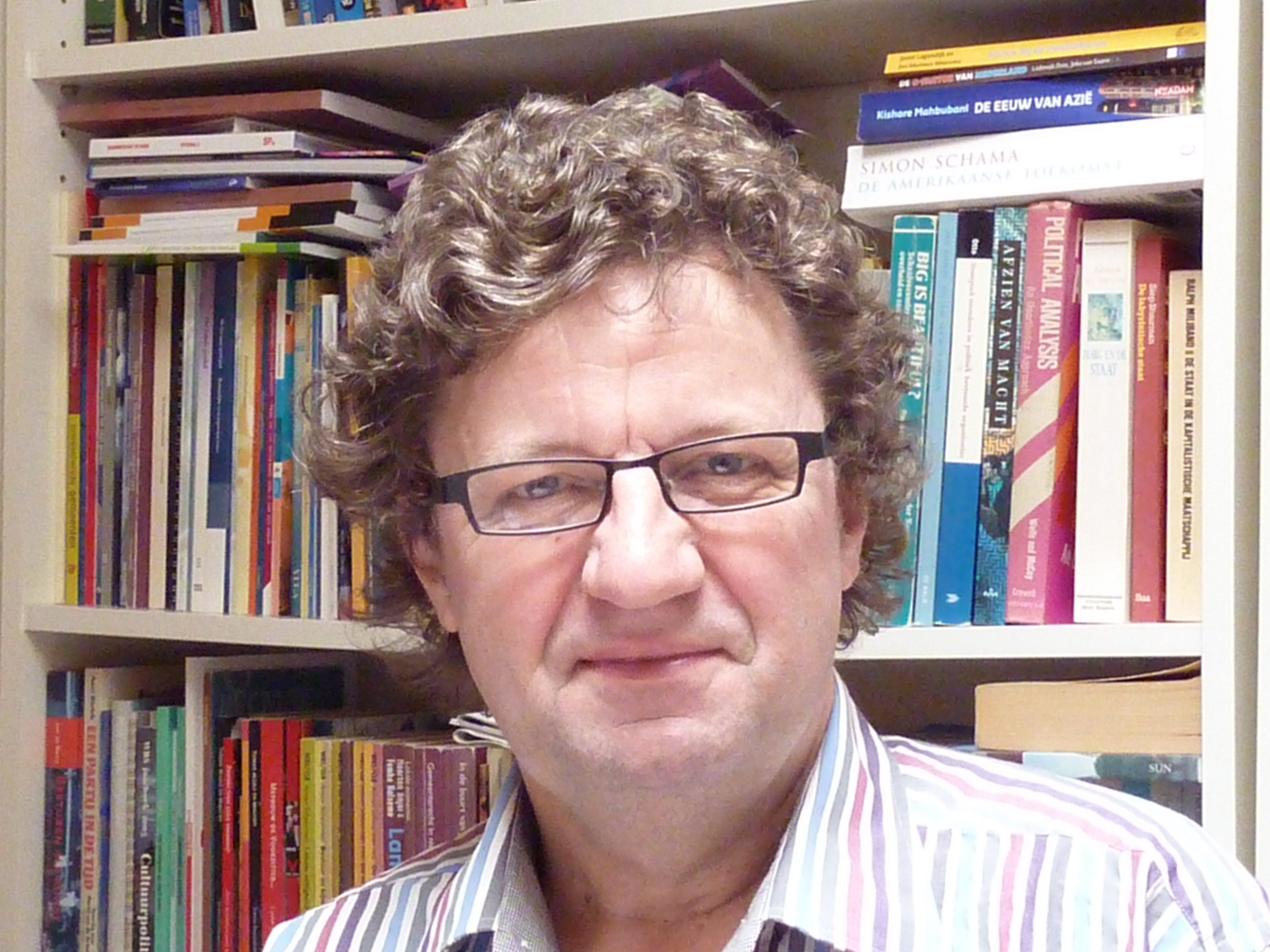
Jean Eigeman

- Geert Eijgelaar (1927-2022), Nederlands politicus
- Bart Eigeman (1965), Nederlands politicus
- Jean Henry Eigeman (1954), Nederlands politicus
- Manfred Eigen (1927-2019), Duits natuurkundige en chemicus
- David Eigenberg (1964), Amerikaans acteur
- Lutz Eigendorf (1956-1983), Duits voetballer
- Eigil van Fulda (750-822), Duits abt
- Christian Eigler (1984), Duits voetballer

## Eih
- MC Eiht, pseudoniem van Aaron Tyler (1967), Amerikaans rapper

## Eij
- Guusje Eijbers (1954), Nederlands actrice en toneelregisseuse
- Casper van Eijck (1957), Nederlands chirurg en onderzoeker
- Hans van Eijck (1946), Nederlands componist
- Huijbert van Eijck (1674-1754), Nederlands burgemeester
- Steven van Eijck (1959), Nederlands docent, politicus en bestuurder
- Vincent van Eijck (1708-1788), Nederlands burgemeester
- Arie van Eijden (1946), Nederlands sportbestuurder
- Remco van Eijden (1977), Nederlands darter
- Rens van Eijden (1988), Nederlands voetballer
- René Eijer (1963), Nederlands voetballer en trainer/coach
- Miep Eijffinger (1911-2011), Nederlands kunsthandelaar
- Sylvester Eijffinger (1953), Nederlands econoom en hoogleraar
- Cees van Eijk (1958), Nederlands politicus
- Collin van Eijk (1991), Nederlands voetballer
- Han van Eijk (1962), Nederlands zanger
- Inez van Eijk (1940), Nederlands publiciste en schrijfster
- Kristel van Eijk (1982), Nederlands actrice en televisie- en radiopresentatrice
- Marc van Eijk (1981), Nederlands voetballer
- Theo van Eijk (1953), Nederlands politicus en adviseur
- Wim Eijk (1953), Nederlands arts, theoloog, (aarts)bisschop en metropoliet
- Willem van Eijk (1941), Nederlands seriemoordenaar
- Jan Eijkelboom (1926-2008), Nederlands journalist, dichter, schrijver en vertaler
- René Eijkelkamp (1964), Nederlands voetballer
- Frits Eijken (1893-1978), Nederlands roeier
- Margaretha Eijken (1875-1986), Nederlands oudste inwoner
- Hans Eijkenaar (1963), Nederlands componist, drummer en producer
- Hans Eijkenbroek (1940-2024), Nederlands voetballer en trainer
- Adrie van Eijkeren (1903-2010), Nederlands oudste veteraan
- Emiel van Eijkeren (1967), Nederlands voetballer
- Christiaan Eijkman (1858-1930), Nederlands arts, patholoog en Nobelprijswinnaar
- Jan van Eijl (1926-1996), Nederlands beeldhouwer
- Joop Eijl (1896-1941), Nederlands verzetsstrijder
- Kaspar van Eijl (1975), Nederlands zakenman en ondernemer
- Philip Eijlander (1957), Nederlands hoogleraar en rector magnificus
- Dick Eijlers (1992), Nederlands sjoeler
- Irvingly van Eijma (1994), Nederlands-Curaçaos voetballer
- Frans van Eijnatten (1951), Nederlands organisatiepsycholoog
- Joris van Eijnatten (1964), Nederlands historicus
- Hendrik van den Eijnde (1869-1939), Nederlands beeldhouwer, meubelontwerper, graficus en tekenaar
- Jan van Eijndthoven (1947), Nederlands acteur
- Joey Eijpe (1988), Nederlands honkballer
- Frank van Eijs (1971), Nederlands voetballer
- Irene Eijs (1966), Nederlands roeister
- Hans Eijsackers (1967), Nederlands pianist en componist
- Tom Eijsbouts (1946), Nederlands hoogleraar
- Arjo van Eijsden (1973), Nederlands jurist en fiscalist
- Henk van Eijsden (1903-1964), Nederlands politicus
- Matthieu van Eijsden (1896-1970), Nederlands acteur
- Piet van Eijsden (1936), Nederlands tennisser
- Thaddeus van Eijsden (190-1980), Nederlands kunstschilder
- Angelien Eijsink (1960), Nederlands lerares en politicus
- Henk Eijsink (1929-2004), Nederlands politicus
- Nienke Eijsink (1977), Nederlands kunstenares en regisseur
- Walter Eijsink, Nederlands korfbalscheidsrechter
- Yannick Eijssen (1989), Belgisch wielrenner
- Hans Eijsvogel (1927-2019), Nederlands sportjournalist
- Marjolein Bolhuis-Eijsvogel (1961), Nederlands hockeyspeelster

## Eik
- Jaap van Eik (1944), Nederlands basgitarist en journalist
- Eikasia (ca. 810-ca. 865), Grieks-Byzantijnse dichteres, componiste en hymnendichteres
- Tore Eikeland (1990-2011), Noors politicus
- Jan Eikelboom (1964), Nederlands televisiejournalist en -verslaggever
- Johanna Geesje (Joan) Eikelboom (1969-2008), Nederlands amazone
- Marten Eikelboom (1973), Nederlands hockeyspeler
- Simon Eikelenberg (1663-1738), Nederlands geschiedschrijver
- Alfred Willem Eikelenboom (1936), Nederlands beeldhouwer en graficus
- Hanneke Ippisch-Eikema (1925-2012), Nederlands verzetsstrijdster
- Henderikus Johannes (Henk) Eikema (1882-1927), Nederlands politicus
- Olve Eikemo, bekend als Abbath Doom Occulta, (1973), Amerikaans bassist/zanger
- Myrte Eikenaar (1985), Nederlands golfster
- Jill Susan Eikenberry (1947), Amerikaans actrice
- Johan Hendrik van Eikeren (1900-1969), Nederlands typograaf en auteur
- Theo Eikmans, bekend als Graodus fan Nimwegen, (1921-2000), Nederlands timmerman, volkszanger en buutreedner
- Magnus Wolff Eikrem (1990), Noors voetballer

## Eil
- Hanneke Eilander (1986), Nederlands radio-diskjockey
- Jan Eilander (1959), Nederlands scenarist, programmamaker, filmregisseur en producent
- Samuel Eilenberg (1913-1998), Pools, later Amerikaans wiskundige
- Bernard F. Eilers (1878-1951), Nederlands fotograaf en lithograaf
- Ludovika Jakobsson-Eilers (1884-1968), Duits kunstschaatsster
- Else (Els) Borst-Eilers (1932), Nederlands arts en politica
- Johannes Gijsbert Willem Jacobus (Johan) Eilerts de Haan (1865-1910), Nederlands militair en ontdekkingsreiziger
- Dennis Eilhoff (1982), Duits voetballer
- Eilika Billung van Saksen (1081-1142), Duits edelvrouw
- Eilika van Schweinfurt (ca. 1005-na 1059), Duits edelvrouw
- Billie Eilish (2001), Amerikaans zangeres
- Dieter Eilts (1964), Duits voetballer en voetbaltrainer

## Eim
- Ria Eimers (1952), Nederlands actrice
- Maria Clara Eimmart (1676-1707), Duits astronome, graveur en ontwerper

## Ein

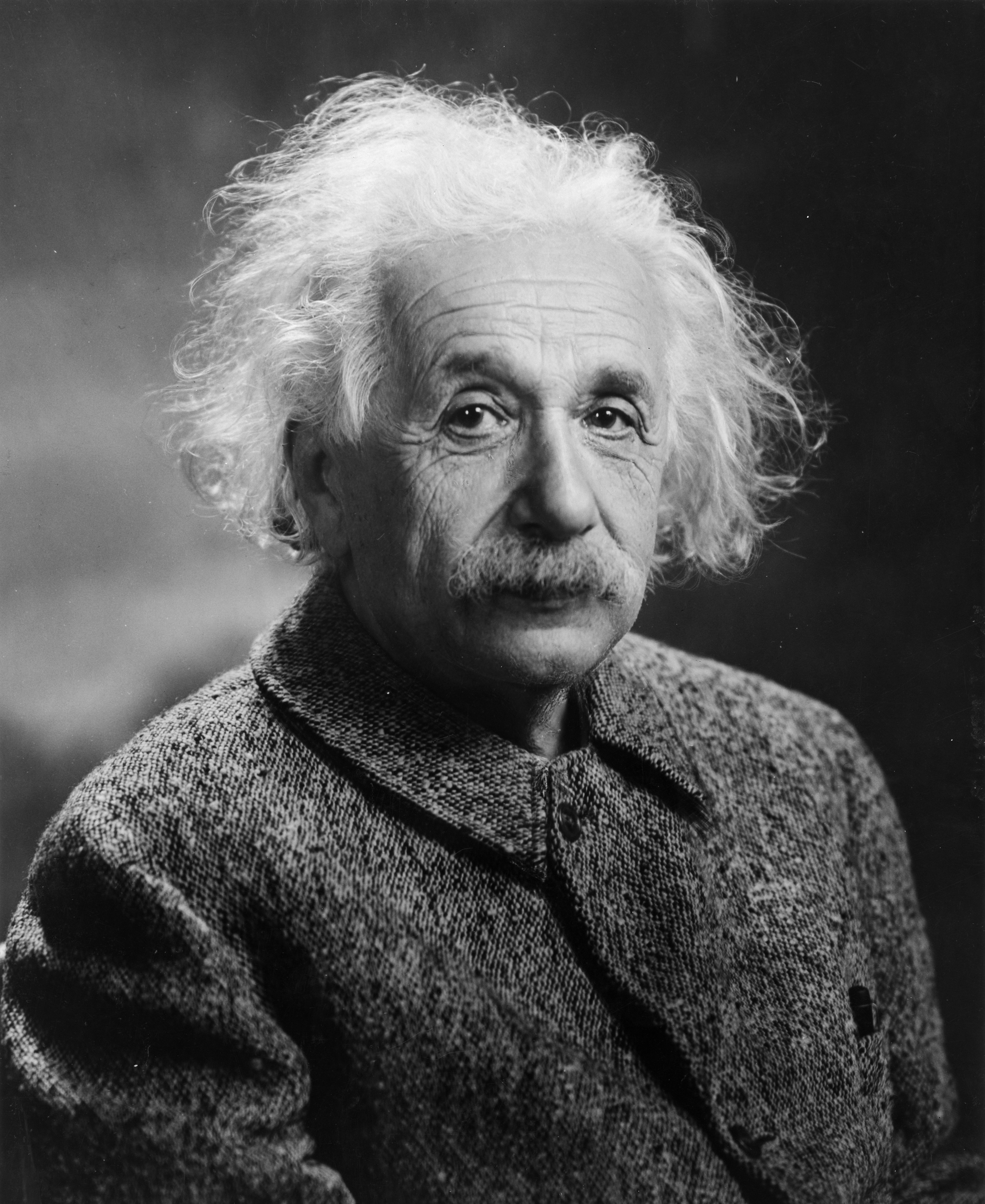
Albert Einstein (1947)

- Johan Friedrich Egbert (Jo) Einaar (1896-1977), Surinaams diplomaat
- Ketil Vestrum Einarsen (1977), Noors muzikant
- Vilhjálmur Einarsson (1934), IJslands atleet
- Ludovico Einaudi (1955), Italiaans pianist en componist
- Luigi Einaudi Numa Lorenzo (1874-1961), Italiaans econoom, journalist en president (1948-1955)
- Marian Einbacher (1900-1943), Pools voetballer
- Dwight Eind (1983), Nederlands voetballer
- Johannes van Eindhoven (ca. 1440-1509), Nederlands Augustijn en bisschop
- Mena Elisabeth Cremer Eindhoven (1855-1931), Nederlands schrijfster
- Gottfried von Einem (1918-1996), Oostenrijks componist
- Einhard (ca. 770-840), Frankisch dichter, geleerde en geschiedschrijver
- Meinrad van Einsiedeln (ca. 797-861), Duits geestelijke en heilige
- Albert Einstein (1879-1955), Duits-Zwitsers-Amerikaans theoretisch natuurkundige en uitvinder
- Alfred Einstein (1880-1952), Duits-Amerikaans musicoloog van Joodse komaf
- Arik Einstein (1939-2013), Israëlisch zanger, film- en televisieacteur en tekstdichter
- Elsa Einstein (1876-1936), tweede vrouw en nicht en achternicht van Albert Einstein
- Hans Albert Einstein (1904-1973), Duits-Amerikaans professor in de hydrauliek
- Robert (Bob) Einstein (1942), Amerikaans acteur en komedieschrijver
- Louis Einthoven (1896-1979), Nederlands jurist, politiefunctionaris en politicus
- Willem Einthoven (1860-1927), Nederlands geneeskundige

## Eis

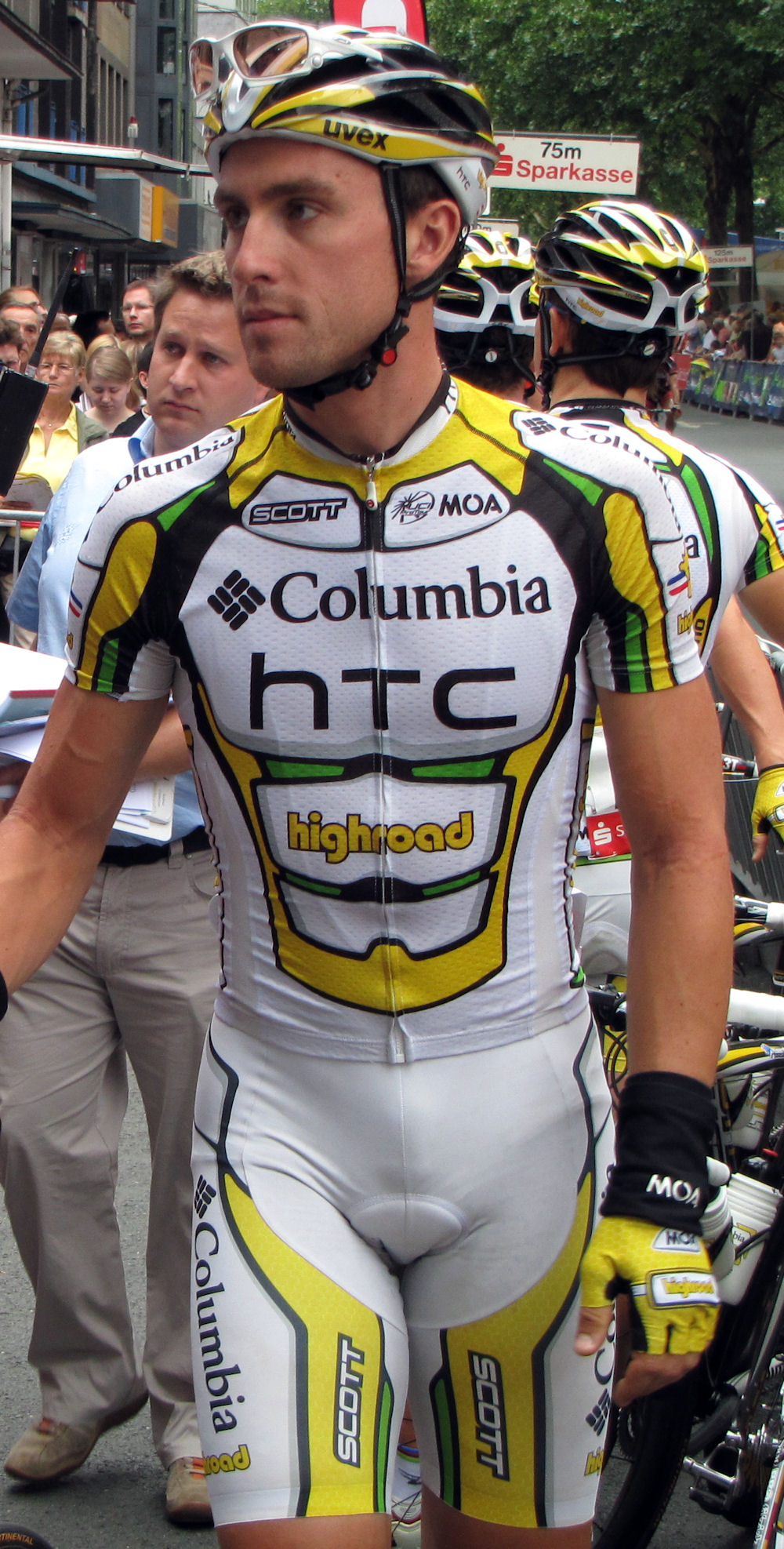
Bernhard Eisel (2009)

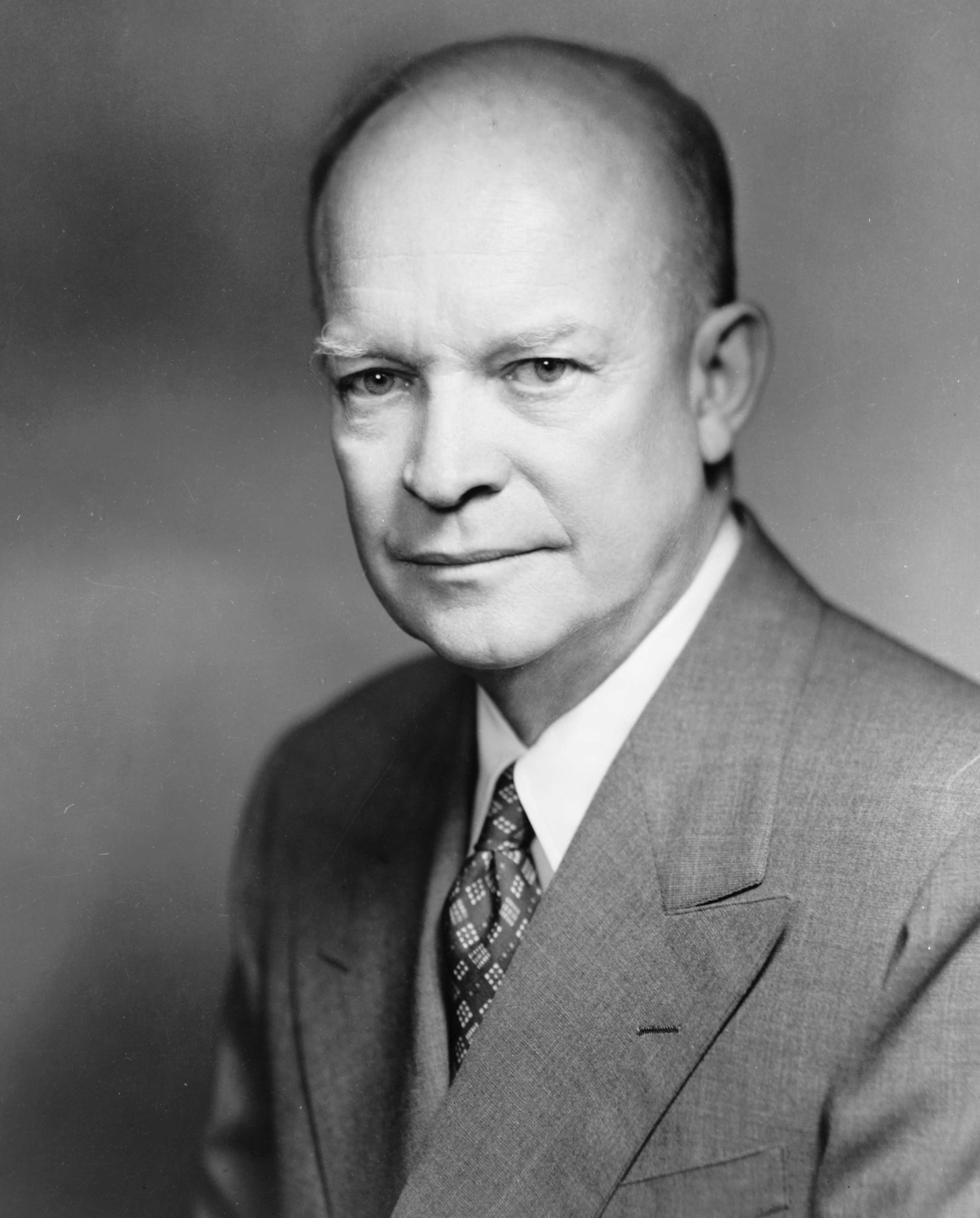
Dwight D. Eisenhower (1952)

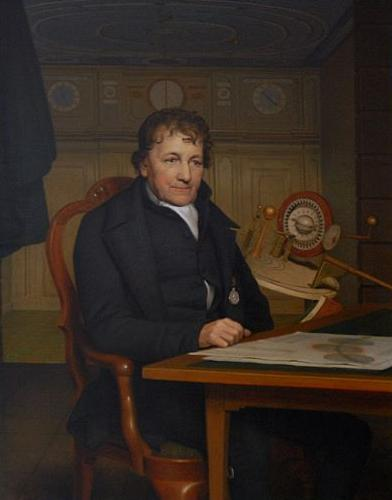
Eise Eisinga (Willem Bartel van der Kooi, 1827)

- Florian Eisath (1984), Italiaans alpineskiër
- Bernhard Eisel (1981), Oostenrijks wielrenner
- Zach Tyler Eisen (1993), Amerikaans stemacteur
- Amalia van Saksen-Weimar-Eisenach (1830-1872), eerste echtgenote van Hendrik van Oranje-Nassau
- Augusta van Saksen-Weimar-Eisenach (1811-1890), Duits prinses
- Bernard Karel Alexander Herman Hendrik Willem Oscar Frederik Frans Peter van Saksen-Weimar-Eisenach (1878-1900), Duits prins
- Eleonora Erdmuthe Louise van Saksen-Eisenach (1662-1696), markgravin van Brandenburg-Ansbach en keurvorstin van Saksen
- Elisabeth Sibylle Maria Dorothea van Saksen-Weimar-Eisenach (1854-1908),
- Ernst August II Constantijn van Saksen-Weimar-Eisenach (1737-1758), Hertog van Saksen-Weimar-Eisenach (1748-1758)
- Herman Bernhard van Saksen-Weimar-Eisenach (1825-1901), prins van het groothertogdom Saksen-Weimar-Eisenach, hertog van Saksen en generaal
- Karel Alexander August Johan van Saksen-Weimar-Eisenach (1818-1901), Groothertog van Saksen-Weimar-Eisenach (1853-1901)
- Karel August van Saksen-Weimar-Eisenach (1757-1828) (1757-1828), (Groot)hertog van Saksen-Weimar-Eisenach (1758-1828) en mecenas
- Karel August Willem Ernst Frederik George Johan Albert van Saksen-Weimar-Eisenach (1912-1988), Duits prins en hoofd van het groothertogelijke Huis van Saksen-Weimar-Eisenach
- Karel August Willem Nicolaas Alexander Michael Bernhard Hendrik Frederik van Saksen-Weimar-Eisenach (1844-1894), zoon van groothertog Karel Alexander van Saksen-Weimar-Eisenach en prinses Sophie van Oranje-Nassau
- Karel Bernhard van Saksen-Weimar-Eisenach (1792-1862), hertog van Saksen-Weimar-Eisenach en Duits generaal in Nederlandse dienst
- Karel Frederik van Saksen-Weimar-Eisenach (1783-1853), Groothertog van Saksen-Weimar-Eisenach (1828-1853)
- Maria Anna Sophia Elisabeth van Saksen-Weimar-Eisenach (1851-1859), dochter van Karel Alexander van Saksen-Weimar-Eisenach en Sophie der Nederlanden
- Marie Anna Alexandrine Sophie van Saksen-Weimar-Eisenach (1849-1922), dochter van Karel Alexander van Saksen-Weimar-Eisenach en Sophie van Oranje-Nassau
- Marie Louise Alexandrine van Saksen-Weimar-Eisenach (1808-1877), prinses uit het Huis Huis Wettin
- Willem Ernst van Saksen-Weimar-Eisenach (1876-1923), groothertog van Saksen-Weimar-Eisenach (1901-1918)
- Willem Hendrik van Saksen-Eisenach (1691-1741), Hertog van Saksen-Eisenach (1729-1729)
- George Frederik van Waldeck-Eisenberg (1620-1692), Graaf van Waldeck-Eisenberg (1664-1692), Graaf van Pyrmont (1664-1692)
- Jesse Adams Eisenberg (1983), Amerikaans acteur
- Markus Eisenbichler (1991), Duits schansspringer
- Ned Eisenberg (1957-2022), Amerikaans acteur
- Douwe Eisenga (1961), Nederlands componist
- Dwight David Eisenhower (1890-1969), Amerikaans generaal en president
- John Sheldon Doud Eisenhower (1922), Amerikaans generaal en diplomaat
- Mamie Geneva Doud Eisenhower (1896-1979), vrouw van generaal en president Dwight D. Eisenhower en first lady van de Verenigde Staten (1953-1961)
- Johannes Wigboldus (Jan) Eisenloeffel (1876-1957), Nederlands edelsmid, interieurontwerper, sieraadontwerper, tekenaar, emailleur, zilversmid, keramist, directeur van academie, glazenier, keramisch ontwerper en boekbandontwerper
- Peter Eisenman (1932), Amerikaans architect
- Ferdinand Eisenstein (1823-1852), Duits wiskundige
- Phyllis Eisenstein (1946), Amerikaans sciencefiction- en fantasyschrijfster
- Reimer Eising, bekend als Kettel, (1982), Nederlands muzikant, diskjockey en muziekproducent
- Tijmen Eising (1991), Nederlands wielrenner
- Eise Jelteszn Eisinga (1744-1828), Nederlands astronoom en planetariumbouwer
- Barry Eisler (1963), Amerikaans auteur
- Hanns Eisler (1898-1962), Duits en Oostenrijkse componist
- Paul Eisler (1907-1992), Oostenrijks uitvinder
- Riane Eisler (1931), Amerikaans schrijfster en mensenrechtenactiviste
- David Glen Eisley (1952), Amerikaans acteur en muzikant
- Doeke Eisma (1939), Nederlands politicus
- Kurt Eisner (1867-1919), Duits politicus
- Michael Dammann Eisner (1942), Amerikaans zakenman
- René Eisner (1975), Oostenrijks voetbalscheidsrechter
- Will Erwin Eisner (1917-2005), Amerikaans tekenaar
- Ronald Eissens (1963), Nederlands interim-manager en directeur
- Klaasje Eisses-Timmerman (1944-2001), Nederlands boerin, politica en bestuurster
- Bernd Karl Georg Eistert (1902-1978), Duits scheikundige
- Yaël Eisden (1994), Nederlands-Curaçaos voetballer

## Eit
- Michael Eitan (1944-2024), Israëlisch politicus
- Wilhelm Eitel Frederik Christiaan Karel (Eitel Frederik) van Pruisen (1883-1942), Prins van Pruisen
- Marie Eitink (1925), Nederlands beeldhouwster

## Eiz
- Aitor Osa Eizaguirre (1973), Spaans wielrenner
- José Echegaray y Eizaguirre (1832-1916), Spaans wiskundige, minister, toneelschrijver en Nobelprijswinnaar